# Kinezjologia edukacyjna
Ten artykuł opisuje teorie, metody lub czynności niezgodne ze współczesną wiedzą medyczną.
Kinezjologia edukacyjna – pseudonaukowa metoda terapii różnych zaburzeń, takich jak zaburzenia ruchowe, zaburzenia uwagi, trudności w nauce czytania i pisania, opracowana przez dra Paula E. Dennisona. Określana jest ona mianem „gimnastyki mózgu” (ang. Brain Gym), według jej twórcy i zwolenników skutecznie uczy i pokazuje w praktyce możliwości wykorzystania naturalnego ruchu fizycznego, niezbędnego do organizowania pracy mózgu i ciała w celu rozszerzania własnych możliwości. Ma korzystnie wpływać na stan równowagi psychicznej, poczucie własnej wartości, lepszą organizację wewnętrzną i zewnętrzną, komunikację ze sobą i z innymi, i w konsekwencji dawać  łatwość w porozumiewaniu się, umiejętność podejmowania właściwych decyzji we właściwym czasie, redukcję stresu i naukę szybkiego sposobu rozluźniania się.
Podstawy teoretyczne metody według twórcy są związane z funkcjami ludzkiego mózgu w trzech wymiarach: lateralności (laterality), skupienia (focus) i ześrodkowania (centering).
Kinezjologia edukacyjna jest stosowana w pracy z dziećmi:
- ze specyficznymi trudnościami w uczeniu się (dysleksja, dysgrafia, dysortografia, dyskalkulia),
- nadpobudliwymi psychoruchowo (z zespołem ADHD),
- w celu poprawy funkcjonowanie umysłu (m.in. pamięć, koncentracja)[1].

## Krytyka
Zastrzeżenia w stosunku do kinezjologii edukacyjnej Denissona:
- Merytoryczne: 
  - brak zgodności z wiedzą o budowie i funkcjonowaniu mózgu
    - błędne założenia o skutkach lateralizacji mózgu:
      - podział półkul na „recepcyjną” i „ekspresyjną” (podział funkcji pomiędzy półkulami jest o wiele bardziej złożony)
      - podział ludzi na tzw. „lewopółkulowców” i „prawopółkulowców” (różnice indywidualne pomiędzy ludźmi w zakresie lateralizacji są o wiele bardziej złożone)
      - podział oczu lub uszu na „syntetyczno-obrazowe” lub „analityczno-językowe” (brak wiedzy o budowie i działaniu narządów zmysłu, i dróg neuronalnych związanych z nimi)

    - bezpodstawne założenie, że półkule mózgu powinny ściślej ze sobą współpracować (jakby lateralizacja była czymś złym)
    - brak dowodów na to, że ćwiczenia mogą wpływać na rozwój lub zmianę zlateralizowanych funkcji

  - brak diagnozy neuropsychologicznej
  - pseudonaukowy język
  - wątpliwa interpretacja znaczenia odruchów
  - ominięcie dostosowania terapii do wieku dziecka
  - odniesienie do filozofii wschodnich: cząstkowe i niewytłumaczone
- Społeczne:
  - wysoka opłata
  - manipulacja rodzicami i wprowadzanie w błąd pedagogów[2][3][4]

Brakuje przekonywających dowodów na skuteczność metody. Terapia nie jest zalecana przez środowisko naukowe; powiązuje się ją z innymi pseudonaukowymi metodami, jak metoda Domana.